# Силла и Рольф Бёрлинд
Рольф Бёрлинд (швед. Rolf Sigvard Börjlind, род. 7 октября 1943) и Силла Бёрлиндн (швед. Maria Cecilia Börjlind, род. 8 марта 1961) — супружеская пара, родом из Швеции. Силла и Рольф — сценаристы и авторы нескольких детективов; они также написали сценарии для 26 серий популярного шведского сериала о Мартине Беке. Рольф является лауреатом премии «Золотой Жук» за лучший сценарий.

## Фильмография / сценарии

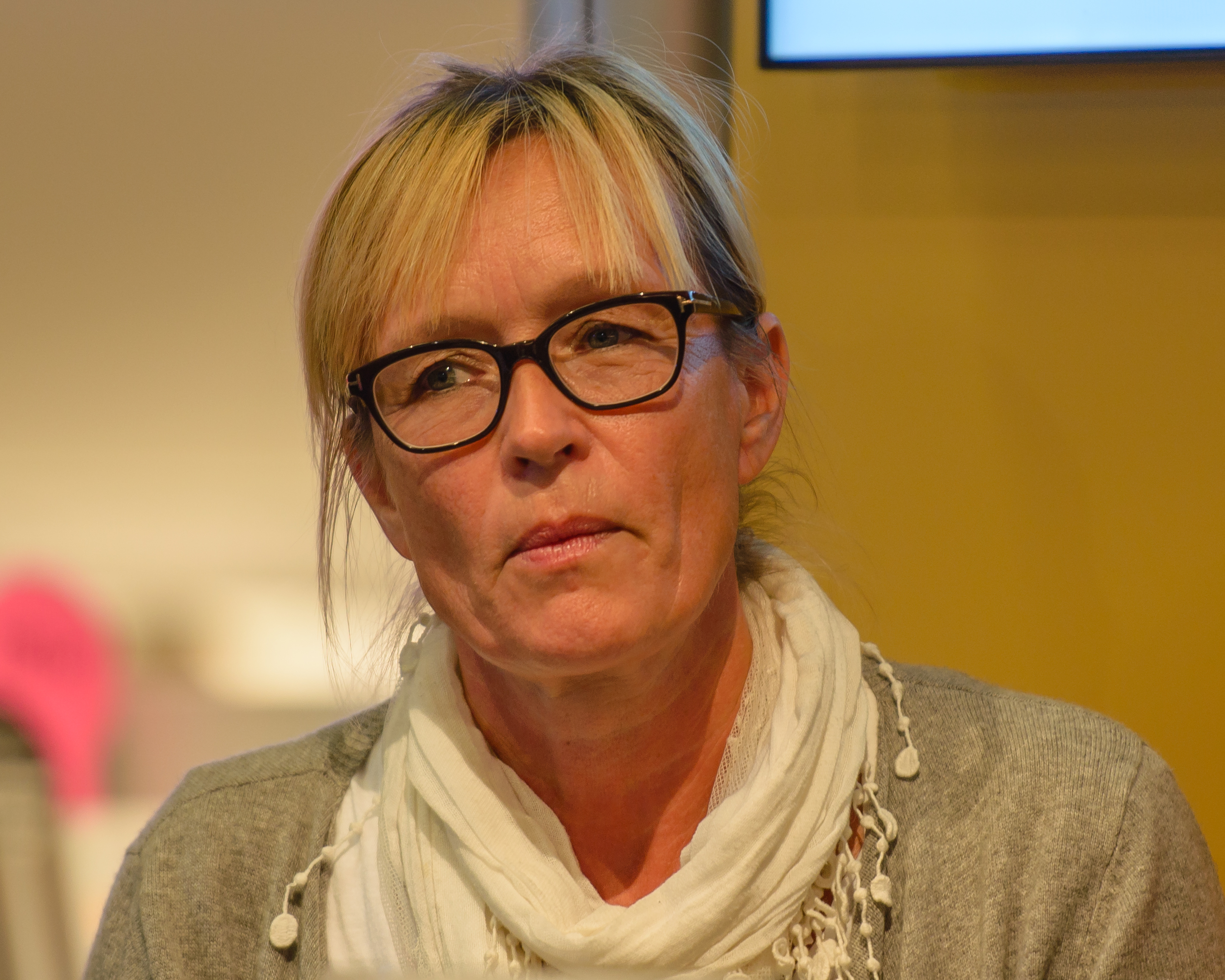
Cilla Börjlind Göteborg Book Fair 2014 01

(различные серии сериала Бек выпускались с 1997 по 2010 гг).
- Бек — Тюремная премия (2001)
- Бек — Человек без лица (2001)
- Бек — Рекламодатель (2002)
- Бек — Энслинген (2002)
- Бек — Картель (2002)
- Бек — Неизвестный отправитель (2002)
- Бек — Мальчик в стеклянном шаре (2002)
- Бек — Последние показания (2002)
- Возвращение учителя танца (2004)
- Graven (2004)
- Бек — Адвокаты (2006)
- Бек — Девушка в источнике Земли (2006)
- Режим Beck — Sharp (2006)
- Täckmanteln (2006)
- Бек — Японский Шунгамолиннинг (2007)
- Бек — Слабая ссылка (2007)
- Beck — The Silent Scream (2007)
- Beck — Gamen (2007)
- Бек — Во имя Бога (2007)
- Морден (2009)
- 2012 — Арне Дал: До вершины горы
- 2016 — Весенние реки (сериалы)
- Прилив (сериал)